# 大石定久
大石 定久（おおいし さだひさ）は、戦国時代の武将。山内上杉家、後北条氏の家臣。武蔵国守護代。滝山城主。

## 略歴
大石氏は代々関東管領・上杉氏重臣として武蔵守護代を任されていた。
延徳3年（1491年）、大石定重の子として誕生。定久も父の後を継いでいたが、天文15年（1546年）、上杉氏が北条氏康に河越城の戦いで大敗し没落すると、主君の上杉憲政を見限って後北条氏に臣従する。その後、氏康の三男・氏照を娘・比左の婿養子として迎え入れて滝山城と武蔵守護代の座を譲り、入道して心月斎道俊と号し多摩郡五日市の戸倉城に隠居した。
一方で、氏照を大石綱周（つなかね）の養子とする説もある。綱周について、定久（道俊）の改名とする見方がある一方で、綱周は永禄年間まで活動が見られることから、定久（道俊）と氏照の間に1代抜けている可能性も指摘されている（定久－綱周－氏照）。また、綱周が北条氏綱の偏諱を受けていることから、大石氏が後北条氏に臣従したのは河越城の戦いより以前の北条氏綱の時代とする見解もある。
天文18年（1549年）、死去。